# Тангуйское муниципальное образование
Тангуйское муниципальное образование — муниципальное образование со статусом сельского поселения в Братском районе Иркутской области.
Административный центр — село Тангуй.

## Состав
В состав сельского поселения входят 6 населённых пунктов:
- села: Александровка, Зарбь, Тангуй.
- деревни: Бада, Воробьево, Худобок.

## Демография
По результатам Всероссийской переписи населения 2010 года
численность населения муниципального образования составила 3388 человек, в том числе 1616 мужчины и 1772 женщины.